# Stefan Ingvarsson
Stefan Ingvarsson, född 14 december 1946 i Värnamo, död 4 mars 2017 i Värnamo, var en svensk tävlingsgångare.
Ingvarsson vann sin första landskamp som junior för Sverige mot Italien på Roms Olympiastadion 1964, och deltog i de olympiska spelen 1968 och 1972. Han tävlade för Värnamo GK och Enhörna IF.
Vid OS i Mexico 1968 kom Ingvarsson på åttonde plats på 20 km och 1972 kom han på femtonde plats på 50 kilometer. Han deltog i fyra Europamästerskap under åren 1966-1974. 
Vid EM 1969 i Aten blev bästa resultat nionde på 20 km och sjätte på 50 kilometer. Han var nordisk mästare 1967 och 1969. 
Ingvarsson deltog i 22 A- och 5 J-landskamper och erövrade elva SM-titlar i gång och satte sju officiellt godkända svenska rekord. Bästa resultat på 50 km 4.09,47, 20 km 1.30,12. 
Åren 1978–1992 var Ingvarsson heltidsanställd förbundskapten och tränare.